# Trial camion
Pour les articles homonymes, voir Trial (homonymie).
 (janvier 2012).
Si vous disposez d'ouvrages ou d'articles de référence ou si vous connaissez des sites web de qualité traitant du thème abordé ici, merci de compléter l'article en donnant les références utiles à sa vérifiabilité et en les liant à la section « Notes et références ».

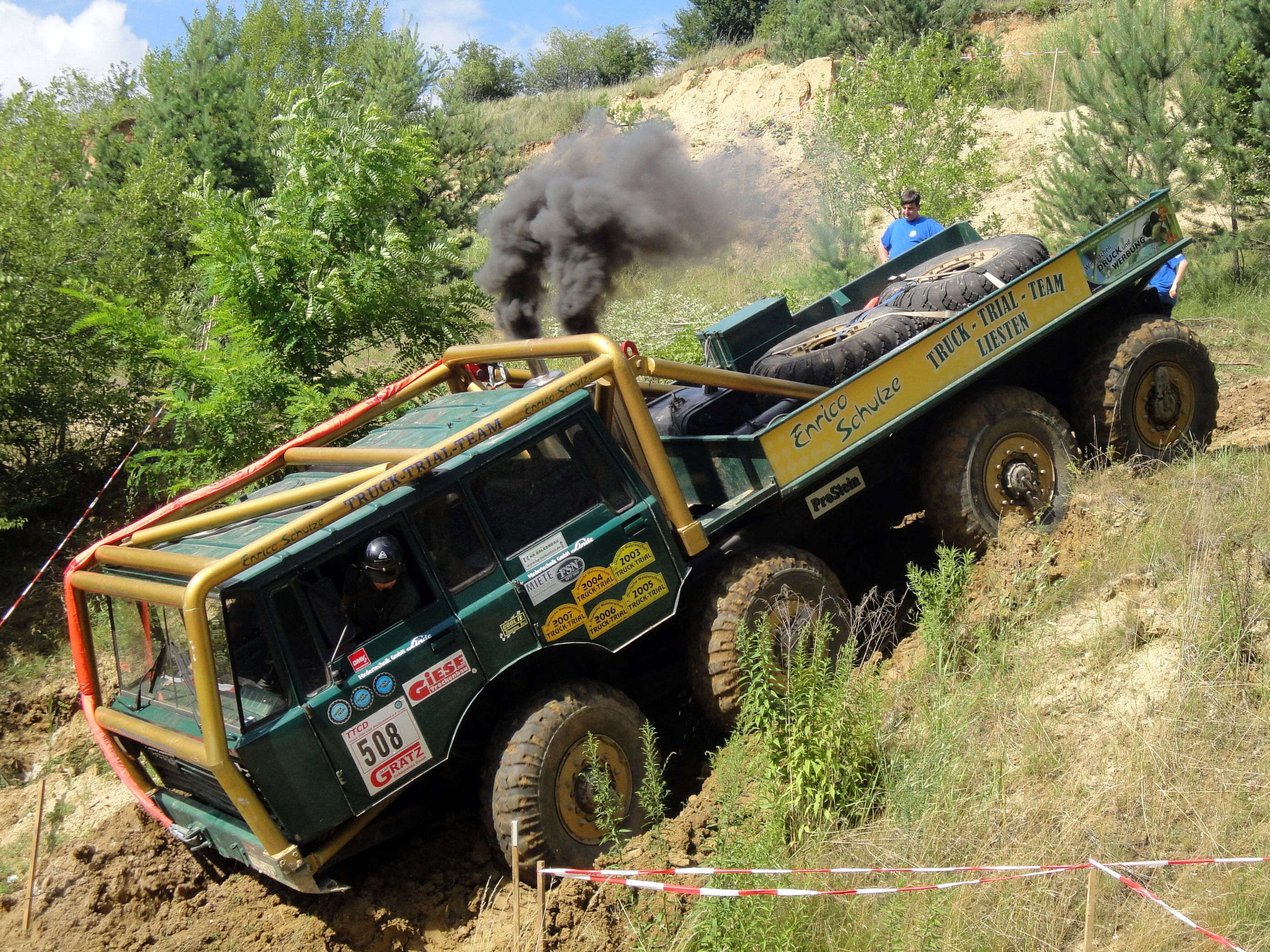
Tatra 813 8×8 au championnat Truck Trial Meisterschaft en 2014.

Le trial camion est une des variétés du sport appelé « trial ».

## Description
Dans le trial camion, les véhicules utilisés sont des camions tout-terrain prévus à l'origine pour un usage TP (travaux publics) ou militaire. Ils utilisent des transmissions intégrales 4x4, 6x6 ou 8x8 et sont répartis en sept classes.

## Europa Truck Trial
Ce sport est apparu en France dans les années 1990. Il existe un championnat d'Europe, l'Europa Truck Trial, organisé par la société autrichienne OVS, qui définit les règles et organise les compétitions. Chaque année, six ou sept manches sont organisées en Europe dont une en France. Depuis 1997, la manche française se déroule à Montalieu-Vercieu (Rhône-Alpes).

### Les Français à l'Europa Truck Trial
Pendant de nombreuses années, la France a été peu représentée sur les podiums. Seul Jacky Ribaud a réussi à décrocher trois titres de champions d’Europe (en classe 1). Il a été un des artisans pour populariser ce sport avec de nombreuses animations lors des Salons du 4x4 et, en particulier à Val-d'Isère.
Depuis quelques années, le succès de l'épreuve de Montalieu-Vercieu (12 000 spectateurs) a suscité des vocations. En 2010, l'équipage Manent-Cellier a décroché le titre européen en classe 1. En 2011, vingt équipages français étaient inscrits à Montalieu et la saison s'est terminée avec trois titres pour les français sur les sept attribués :
- Classe 1 : Frank Manent et Jean-Paul Cellier sur Unimog 406 ;
- Classe 4 : Francis Wey et Léo Zimmer sur Mercédès 6x6 ;
- Protos 1 : Denis Baillard et Frédéric Mazzuchini sur Proto Unimog.

En 2012, le nombre le concurrents français était identique à Montalieu. En revanche, les résultats de fin de saison ont été moins favorables, puisqu'aucun titre européen n'a été remporté par un équipage français. Deux équipes françaises ont fini vice-championnes d'Europe : le team H & Co (Alain, Hélène et Antonin Heyraud) en classe 1 et le team Alsace Truck (Francis Wey et Léo Zimmer) en classe 4.
Dans le même temps, trois équipages terminaient à la quatrième place : Manent Cellier en classe 1, Action Lev en classe 3 et JCC MOG en Prototypes.
En 2015, vingt-quatre équipages français sont inscrits à l'épreuve de Montalieu. Ces équipages sont présents dans toutes les catégories (sauf les 8x8). Douze équipages ont participé aux  épreuves européennes. Ceci se soldera par un titre en catégorie « Prototypes » pour l'équipage Manent Cellier (déjà champions en 2012 en classe 1). L'équipage Gang Of Sud Est (Didier Boniface et Adrien Vilarinho) sont, eux, vice-champions d'Europe en « classe compact » et en « classe deux essieux ».
2016 a marqué la vingtième édition de l'épreuve à Montalieu. L'épreuve s'est déroulée les 14 et 15 mai (toujours le week end de Pentecôte). Ce fut un grand succès avec plus de 12 000 visiteurs et une soirée anniversaire exceptionnelle. La saison s'est terminée avec un nouveau titre de vice-champion d'Europe pour l'équipage Gang of Sud Est emmené par Didier Boniface.
2017 apporte une nouveauté avec une manche en Italie. La seule manche française se déroule à Montalieu, pour le week end de Pentecôte, comme cela est devenu une « habitude ». En fin de saison, les Français n'ont pas rapporté de titre européen. Ils ont toutefois décroché plusieurs podiums : Team Plein Gaz second et Team Gang of Sud Est troisième en classe « 2 essieux », Team Hamm second en classe « 3 essieux » et Team Manent troisième en classe « Prototypes ».
2018 a vu un nouveau pays s'inscrire au calendrier avec une manche à Zagreb (Croatie) juste avant la manche de Montalieu-Vercieu qui s'est déroulée les 19 et 20 mai. Une seconde manche a été organisée en France à Chatel (74) en fin de saison. Les Français ont terminé la saison avec un titre de vice champion en classe « 2 essieux » pour la Team Plein Gaz (suivie sur la troisième marche du podium par la Team Dauphidrome) ; en « Protos », la Team JCC MOG est aussi sur la troisième marche.
2019 a marqué les trente ans de l'Europa Truck Trial. La saison a comporté six manches et deux nouveaux pays avec la Belgique et la Slovénie. 49 concurrents à la manche française de Montalieu-Vercieu. La saison se termine par un nouveau titre pour l'équipage Manent-Cellier en prototypes.
2020 a été une année blanche puisque avec la crise sanitaire de la Covid19, aucune manche n'a pu se dérouler dans toute l'Europe.
2021 a vu l'organisation de 5 manches seulement avec, fait nouveau, deux manches françaises: Montalieu-Vercieu (dont c'était la 25e édition) et Fublaines près de Meaux. À l'issue de la saison, aucun titre pour les français mais une 2e place en classe 2 essieux pour la Team Dauphidrome (Roger Bolze) suivi, sur la 3e marche du podium, par Minimog (Jerémy Fournal). En classe 4 essieux, la classe reine, pour la 1re fois, un équipage français monte sur le podium avec la 3e place de BF71 (Paul Beaujard).
Pour 2022, 5 manches seulement de prévues avec Montalieu en ouverture de saison (4 et 6 juin) et seule manche française.

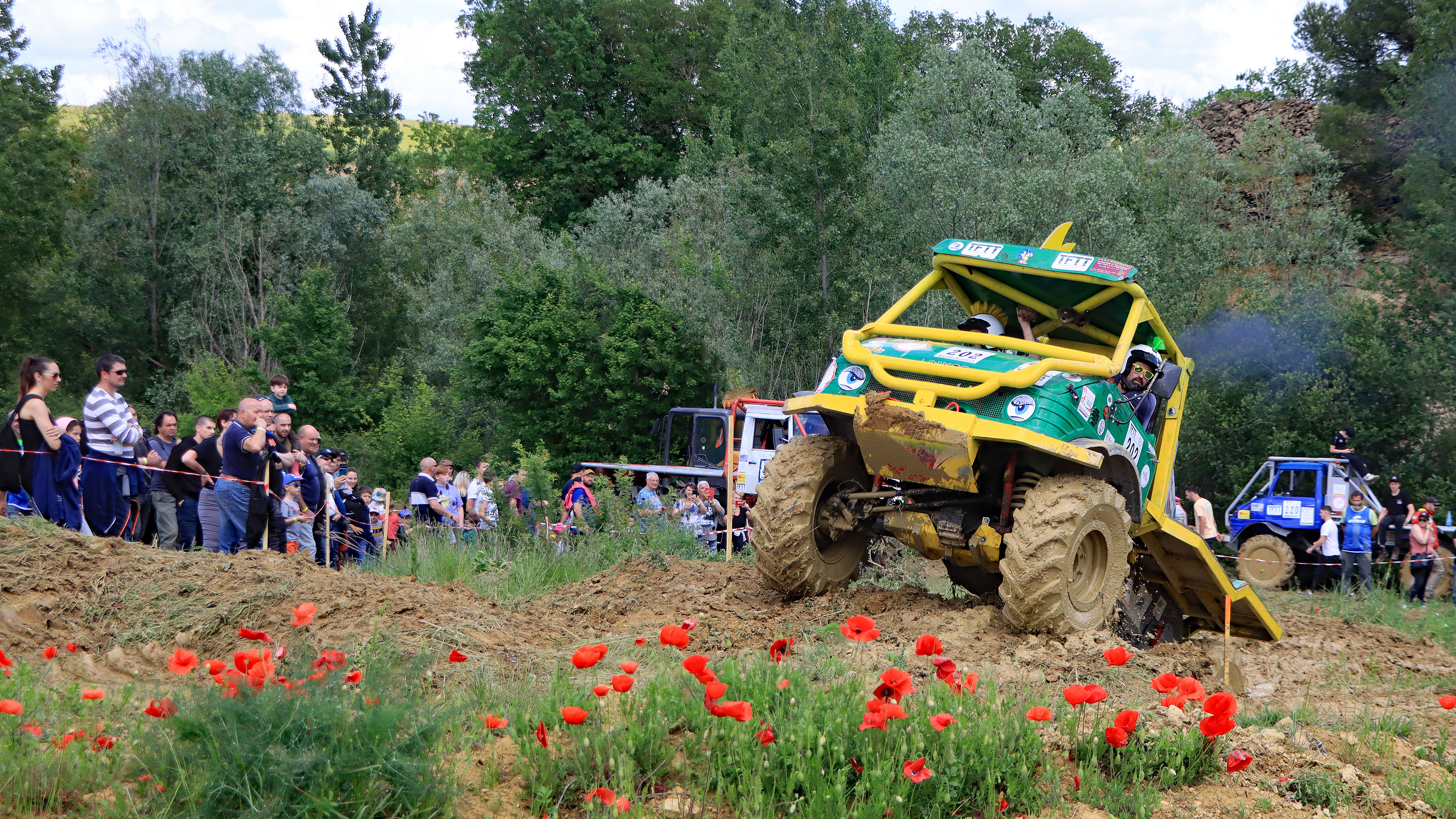
Trial Camion 2024 de Saint-Paulet (Aude).
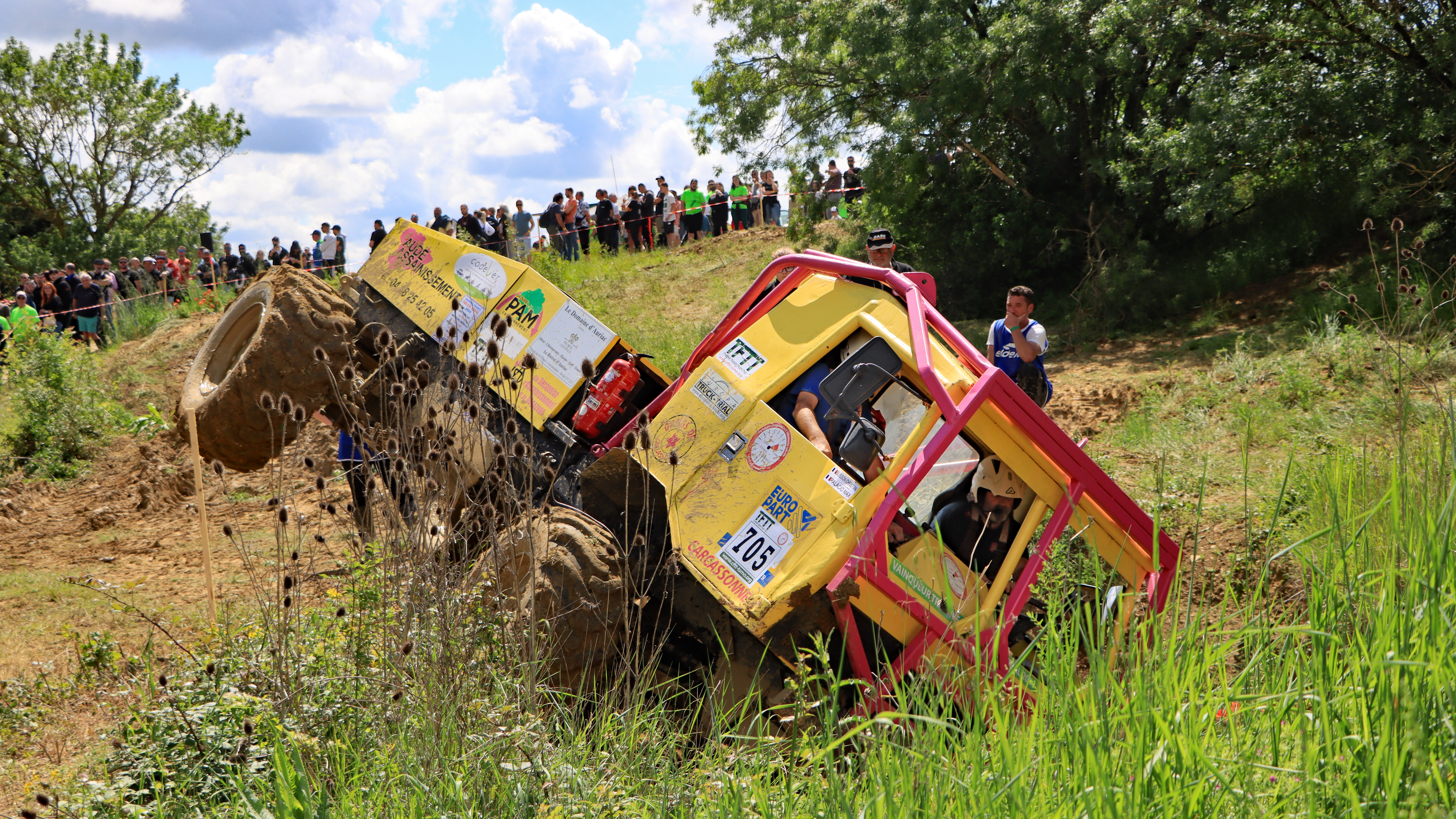
Trial Camion 2024 de Saint-Paulet (Aude).
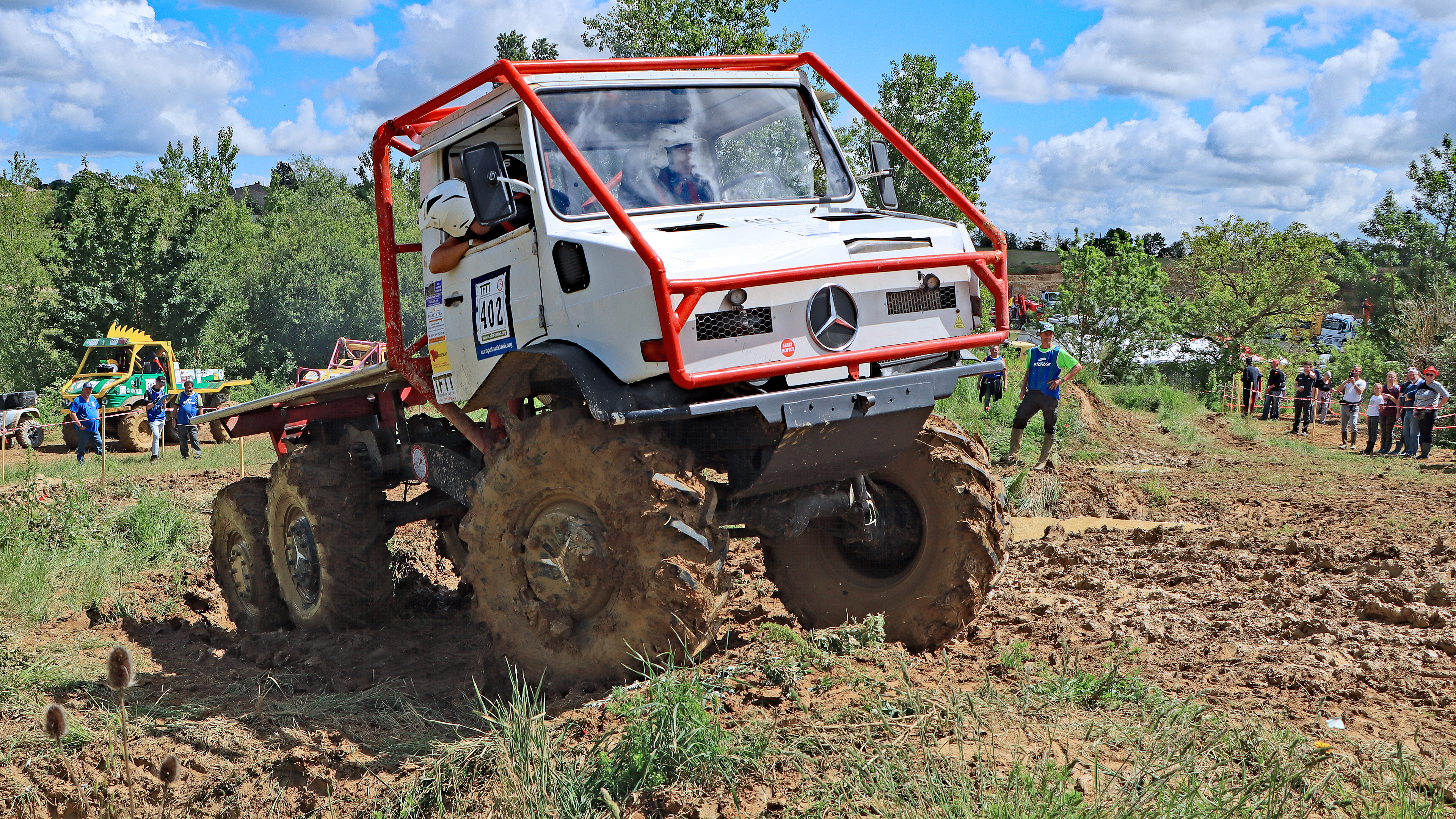
Trial Camion 2024 de Saint-Paulet (Aude).
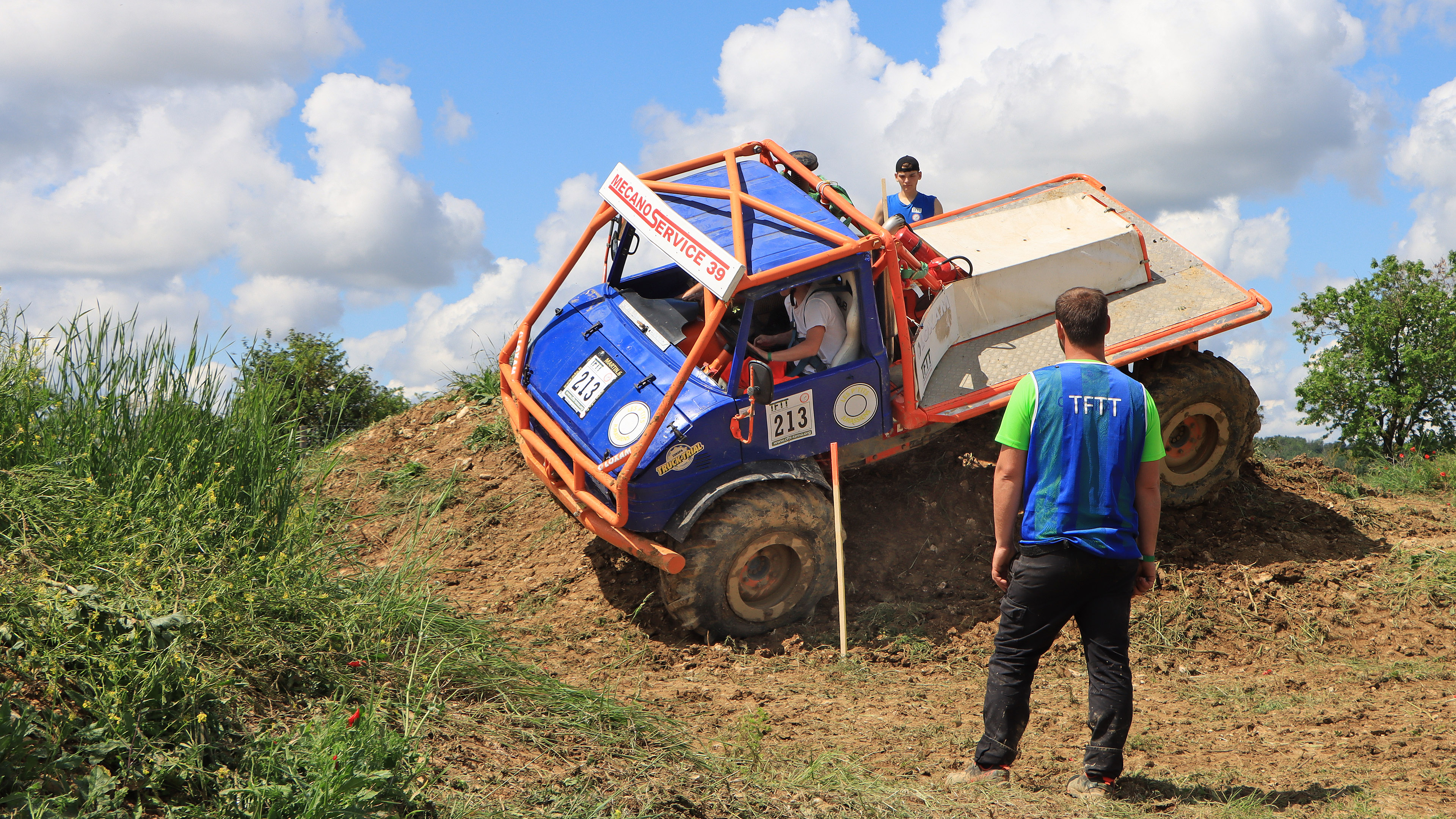
Trial Camion 2024 de Saint-Paulet (Aude).